# Anna Zawidzka-Łojek
Anna Zawidzka-Łojek – polska prawniczka, doktor habilitowany nauk prawnych, Profesor Uniwersytetu Warszawskiego, specjalistka w zakresie prawa Unii Europejskiej, europejskiego prawa antydyskryminacyjnego i prawa międzynarodowego publicznego.

## Życiorys
W 1996 ukończyła studia prawnicze na Wydziale Prawa i Administracji Uniwersytetu Warszawskiego. W 1998 otrzymała tytuł Master of Laws with Merit w King`s College na Uniwersytecie Londyńskim.  
W 2002 na podstawie napisanej pod kierunkiem Eugeniusza Piontka rozprawy pt. Wymagania imperatywne w orzecznictwie Europejskiego Trybunału Sprawiedliwości z zakresu rynku wewnętrznego otrzymała na Wydziale Prawa i Administracji UW stopień naukowy doktora nauk prawnych w zakresie prawa, specjalność: prawo europejskie. Tam też w 2014 na podstawie dorobku naukowego oraz rozprawy pt. Zakaz dyskryminacji ze względu na wiek w prawie Unii Europejskiej uzyskała stopień doktora habilitowanego nauk prawnych w dyscyplinie prawo, specjalność: prawo Unii Europejskiej.  
Zajmuje stanowisko profesora uczelni. Jest kierowniczką Katedry Prawa Europejskiego i Podyplomowych Studiów Prawa Unii Europejskiej na Wydziale Prawa i Administracji UW. 
Żona muzyka Piotra Łojka.